# Else-Otten-Übersetzerpreis
Der Else-Otten-Übersetzerpreis (auch kurz Else-Otten-Preis) ist eine seit dem Jahr 2000 verliehene Auszeichnung für die Übersetzung eines bedeutenden literarischen Werkes aus dem Niederländischen ins Deutsche. Der Preis ist nach der niederländischen Übersetzerin Else Otten benannt. Er ist mit 5.000 Euro dotiert (Stand 2024) und wird von der Niederländischen Stiftung für Literatur (vorher Niederländischer Fonds für Literatur und Übersetzung (Nederlands Literair Productie- en Vertalingenfonds)) und dem Flämischen Fonds für Literatur (Vlaams Fonds voor de Letteren) ausgelobt.
Der Else-Otten-Übersetzerpreis wird alle zwei Jahre von einer unabhängigen Fachjury vergeben und in Berlin verliehen. Veranstalter der Preisverleihung ist das Literarische Colloquium Berlin.

## Preisträger
- 2000: Gregor Seferens (De procedure von Harry Mulisch)
- 2002: Marlene Müller-Haas (Kirschenblut von Charlotte Mutsaers)
- 2004: Helga van Beuningen (Unterm Pflaster der Sumpf und Der Gerichtshof der Barmherzigkeit von A. F. Th. van der Heijden)
- 2006: Hanni Ehlers (Ganz der Ihre von Connie Palmen)
- 2008: Waltraud Hüsmert (Der Kummer von Belgien von Hugo Claus)
- 2010: Andreas Ecke (Oben ist es still von Gerbrand Bakker)
- 2012: Christiane Kuby (Götterschlaf von Erwin Mortier)
- 2014: Bettina Bach (Der blaue Vogel kehrt zurück von Arjan Visser) und Rainer Kersten (Der Bibliothekar, der lieber dement war als zu Hause bei seiner Frau von Dimitri Verhulst)
- 2016: Annette Wunschel (Schriften von Johan Huizinga, Bd. 1–3)[2]
- 2018: Ira Wilhelm (Die Fremde von Stefan Hertmans; Originaltitel: De Bekeerlinge)
- 2021: Bärbel Jänicke (Und überall Philosophie. Das Denken der Moderne in Kunst und Popkultur von Ger Groot; Originaltitel: De geest uit de fles. Hoe de mens werd wie hij is)
- 2023: Simone Schroth und Christina Siever